# Janet Wolfson de Botton
Janet Frances de Botton (née Wolfson ; anciennement Green ; le 31 mars 1952) est une collectionneuse d'art et philanthrope britannique.

## Biographie
Janet de Botton est la fille aînée de Leonard Wolfson et de son épouse, Ruth Sterling, qui se sont mariés en 1949, et une petite-fille de Sir Isaac Wolfson, fondateur de Great Universal Stores. Elle est l'ancienne épouse du directeur de la radiodiffusion Michael Green. Son défunt mari, le financier suisse Gilbert de Botton, a vendu Global Asset Management pour 234 millions de livres sterling en 1999 .
En juin 2010, la Fondation Wolfson annonce la nomination de de Botton comme présidente, à la suite d'une décision unanime des administrateurs. De Botton est administratrice de la Tate et présidente du conseil de la Tate Modern.
En 2007, elle est apparue au numéro 22 (au lieu du numéro 18, en 2006) dans la Sunday Times Rich List, avec une fortune personnelle estimée à 285 millions de livres sterling . Elle est une éminente collectionneuse d'art moderne ,. En 1996, elle présente 60 œuvres d'art à la Tate, dont des exemples de Carl Andre, Richard Artschwager, Gilbert & George, Richard Long, Cindy Sherman, Roni Horn, Gary Hume, Nancy Spero, Andy Warhol et Bill Woodrow .
Elle a été nommée Commandeur de l'Ordre le plus excellent de l'Empire britannique (CBE) en 2006 et élevée au rang de Dame Commandeur de l'Ordre de l'Empire britannique (DBE) lors des honneurs d'anniversaire 2013 pour services caritatifs aux arts.
Selon la Sunday Times Giving List en 2020, de Botton a donné 65,1 millions de livres sterling à des œuvres caritatives en 2019 .